# کارلوس قیصر
کارلوس قیصر (به پرتغالی: Carlos Henrique Raposo) با نام کامل کارلوس هنریکه راپوسو (زاده ۲ آوریل ۱۹۶۳)، ستاره مقلد سابق فوتبال برزیل است.

## زندگی حرفه‌ای
کارلوس به خاطر شباهتش به فرانتس بکن‌باوئر به قیصر معروف شد، او ابتدا به بوتافوگو و سپس به فلامینگو پیوست و بدون انجام بازی به مکزیک رفت. اما بدون انجام بازی در مکزیک به برزیل بازگشت. شهرت او به خاطر ۲۰ سال بازی حرفه ای بدون گل زده و انجام بازی‌ها بسیار کم حرفه ای است. او به علت دوستی با فوتبالیست‌های مشهور برزیل و ارتباطش همواره می‌توانست باشگاهی برای عقد قرارداد پیدا کند. او به فوتبالیست مقلد مشهور است.
پس از عقد قرارداد با یک تیم و در جلسات تمرینی، وانمود می‌کرد که دچار مصدومیت همسترینگ شده است. به علت عدم پیشرفت تجهیزات پزشکی و شناسایی دقیق در آن زمان، او می‌توانست کادر فنی و مسئولان باشگاه را متقاعد به مصدومیت کند و پس از مدتی به تیم دیگری می‌پیوست و همواره این داستان تکرار می‌شد. کارلوس در زمانی که استفاده از گوشی‌های گران‌قیمت همراه معمول نبود، از یک گوشی اسباب بازی همراه استفاده می‌کرد. او وانمود می‌کرد در حال مذاکره تلفنی با یک باشگاه مطرح است و حتی با حرف زدن به زبان انگلیس وانمود می‌کرد که پیشنهادی خارجی دارد.
او پس از برزیل به لیگ ۲ فرانسه رفت اما بدون انجام بازی در آنجا به برزیل بازگشت. به سبب ارتباط با روزنامه نگاران، مقاله ای دربارهٔ او چاپ شد که او گلزن برتر در طی فصل‌های متمادی بازی در آنجا بوده است.
او حتی یک بار با استفاده از شباهت اسمی و ظاهر، به جای کارلوس انریکه، فوتبالیست آرژانتینی، خود را عضو تیم ایندیپنته فاتح جام باشگاه‌های آمریکای جنوبی در سال ۱۹۸۴ معرفی می‌کرد.

## فیلم سینمایی
فیلم سینمایی «مش قیصر بزرگترین فوتبالیستی که هرگز فوتبال بازی نکرد» در مورد زندگی او در فستیوال فیلم تریبکا در سال ۲۰۱۸ نمایش داده شد. همچنین کتابی با همین نام در مورد او نوشته شده است.